# Valentin Filatov
Valentin Vladimirovič Filatov (in russo Валентин Владимирович Филатов?; San Pietroburgo, 19 marzo 1982) è un ex calciatore russo, di ruolo difensore.

## Carriera
Ha giocato nella massima serie dei campionati russo e rumeno.